# William Ayres Ward
William Ayres Ward (10 de junio de 1928 - 13 de septiembre de 1996) fue un egiptólogo estadounidense.

## Biografía
Ward, nacido en Chicago, estudió en la Universidad Butler de Indianápolis y obtuvo su licenciatura en Historia de las religiones en 1951. Luego, obtuvo una maestría en egiptología en la Universidad de Chicago en 1955 y un doctorado en lenguas semíticas en la Universidad Brandeis en 1958. 
Luego enseñó en Beirut, primero en el "Beirut College for Women" y más tarde, desde 1963, en la "American University of Beirut". Desde 1986 hasta su muerte en 1996, fue profesor invitado en la Universidad Brown en Providence, Rhode Island. En dicha ciudad falleció, el 13 de septiembre de 1996.
Sus principales áreas de investigación incluyeron las relaciones entre Egipto y Levante, etimología egipcio-semita, así como escarabajos y títulos del Antiguo y Medio Reino de Egipto.